# ジュゼッペ・ビアーヴァ
ジュゼッペ・ビアーヴァ（Giuseppe Biava、1977年5月8日 - ）は、イタリア・セリアーテ出身の元サッカー選手、現サッカー指導者。現役時代のポジションはDF。

## 経歴
アタランタBCユース出身。UCアルビーノレッフェにてデビューし、下部リーグを主にプレーした。クラブの上位進出に貢献し、セリエBにまでたどり着いた。
2004年1月31日にセリエA昇格を目指すUSチッタ・ディ・パレルモに移籍。フランチェスコ・グイドリンの下で昇格を果たした。アンドレア・バルツァッリやクリスティアン・ザッカルドらとのコンビネーションで攻撃的なチームを支えた。
2008年6月19日、ジェノアに移籍。マッテオ・フェラーリ、ドメニコ・クリシート、サルヴァトーレ・ボッケッティらとディフェンスラインを構築し、ジェノアのリーグ5位に貢献した。
2009年も新加入のソクラティス・パパスタソプーロスらと引き続きDFラインを形成していたが、ダリオ・ダイネッリの加入に伴い、2010年2月1日にSSラツィオへ2年契約で移籍。
2014年7月、地元のクラブであるアタランタBCにフリートランスファーで加入した。シーズン終了に伴い契約が満了し、ベルガモのクラブを退団した。
2016年に指導者へ転身し、セリエDに所属するACポンテ・サン・ピエトロ＝イーゾラのユースを指導。2017-18シーズンより古巣アルビーノレッフェのベレッティで監督を務めることが発表された。

## タイトル
アルビネーゼ
- カンピオナート・ナツィオナーレ・ディレッタンティ : 1996-97

アルビーノレッフェ
- コッパ・イタリア・セリエC: 2001-02

パレルモ
- セリエB : 2003-04

ラツィオ
- コッパ・イタリア : 2012-13